# Schwimmeuropameisterschaften 2016
| Medaillenspiegel (Endstand nach 64 Entscheidungen) | Medaillenspiegel (Endstand nach 64 Entscheidungen) | Medaillenspiegel (Endstand nach 64 Entscheidungen) | Medaillenspiegel (Endstand nach 64 Entscheidungen) | Medaillenspiegel (Endstand nach 64 Entscheidungen) | Medaillenspiegel (Endstand nach 64 Entscheidungen) |
| Pl.                                                | Land                                               | G                                                  | S                                                  | B                                                  | Gesamt                                             |
| -------------------------------------------------- | -------------------------------------------------- | -------------------------------------------------- | -------------------------------------------------- | -------------------------------------------------- | -------------------------------------------------- |
| 1                                                  | Großbritannien                                     | 10                                                 | 11                                                 | 12                                                 | 33                                                 |
| 2                                                  | Ungarn                                             | 10                                                 | 4                                                  | 6                                                  | 20                                                 |
| 3                                                  | Russland                                           | 10                                                 | 3                                                  | 6                                                  | 19                                                 |
| 4                                                  | Italien                                            | 8                                                  | 13                                                 | 11                                                 | 32                                                 |
| 5                                                  | Ukraine                                            | 5                                                  | 10                                                 | 5                                                  | 20                                                 |
| 6                                                  | Niederlande                                        | 5                                                  | 4                                                  | 2                                                  | 11                                                 |
| 7                                                  | Frankreich                                         | 4                                                  | 1                                                  | 4                                                  | 9                                                  |
| 8                                                  | Schweden                                           | 4                                                  | -                                                  | 1                                                  | 5                                                  |
| 9                                                  | Deutschland                                        | 3                                                  | 1                                                  | -                                                  | 4                                                  |
| 10                                                 | Dänemark                                           | 2                                                  | 4                                                  | 1                                                  | 7                                                  |
| 11                                                 | Polen                                              | 1                                                  | 1                                                  | -                                                  | 2                                                  |
| 12                                                 | Litauen                                            | 1                                                  | -                                                  | 2                                                  | 3                                                  |
| 13                                                 | Griechenland                                       | 1                                                  | -                                                  | 1                                                  | 2                                                  |
| 14                                                 | Spanien                                            | -                                                  | 3                                                  | 6                                                  | 9                                                  |
| 15                                                 | Island                                             | -                                                  | 2                                                  | 1                                                  | 3                                                  |
| 16                                                 | Israel                                             | -                                                  | 2                                                  | -                                                  | 2                                                  |
| 17                                                 | Belgien                                            | -                                                  | 1                                                  | 1                                                  | 2                                                  |
|                                                    | Slowenien                                          | -                                                  | 1                                                  | 1                                                  | 2                                                  |
| 19                                                 | Norwegen                                           | -                                                  | 1                                                  | -                                                  | 1                                                  |
|                                                    | Serbien                                            | -                                                  | 1                                                  | -                                                  | 1                                                  |
|                                                    | Norwegen                                           | -                                                  | 1                                                  | -                                                  | 1                                                  |
| 22                                                 | Finnland                                           | -                                                  | -                                                  | 2                                                  | 2                                                  |
| 23                                                 | Kroatien                                           | -                                                  | -                                                  | 1                                                  | 1                                                  |
|                                                    | Österreich                                         | -                                                  | -                                                  | 1                                                  | 1                                                  |
|                                                    | Portugal                                           | -                                                  | -                                                  | 1                                                  | 1                                                  |
| Gesamt 1                                           | Gesamt 1                                           | 64                                                 | 64                                                 | 65                                                 | 193                                                |
| 1 2 × Bronze in 100 m Rücken der Männer            |                                                    |                                                    |                                                    |                                                    |                                                    |

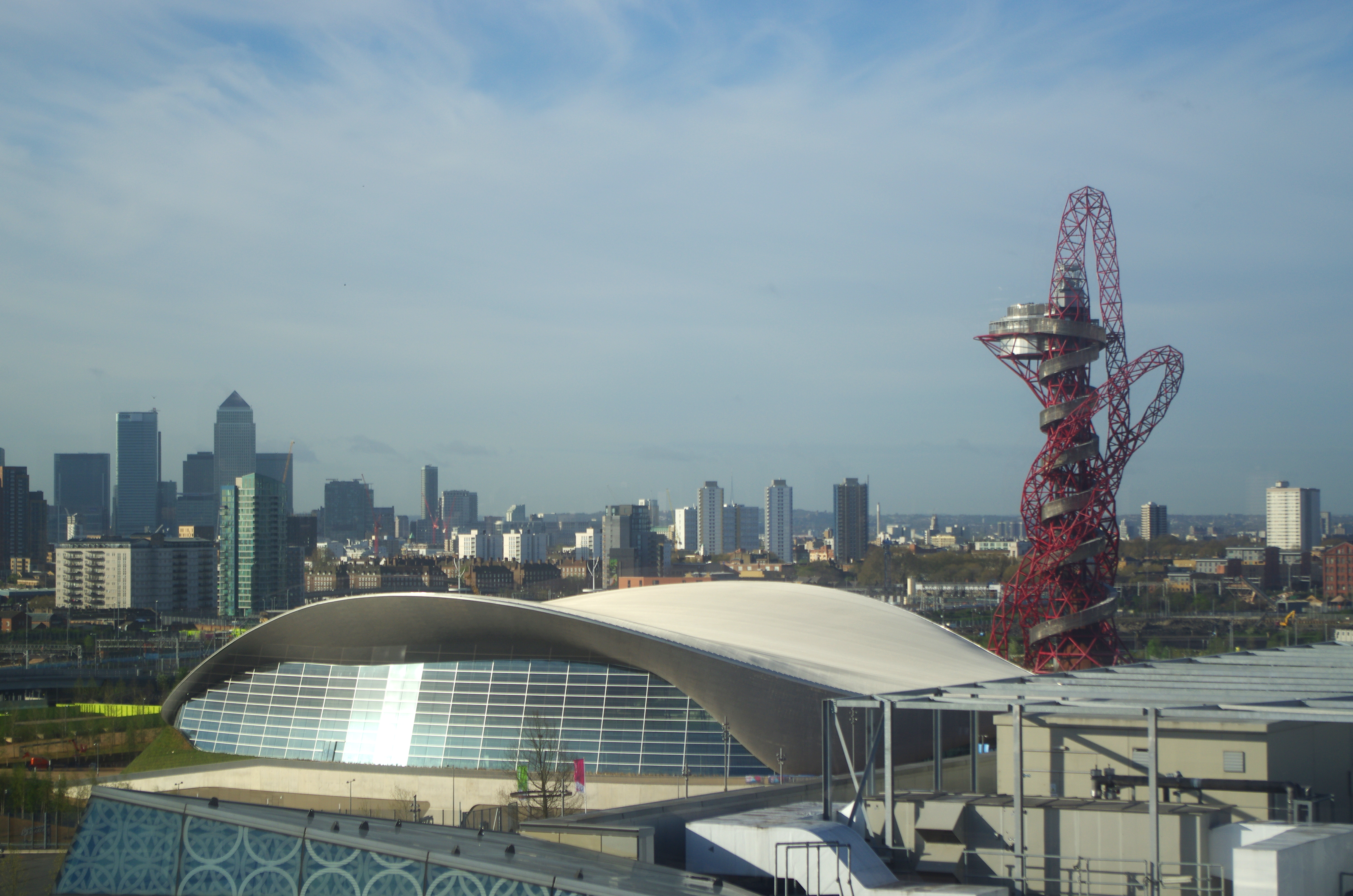
Das Aquatics Centre – Hauptaustragungsort der Europameisterschaften mit dem ArcelorMittal Orbit im Hintergrund

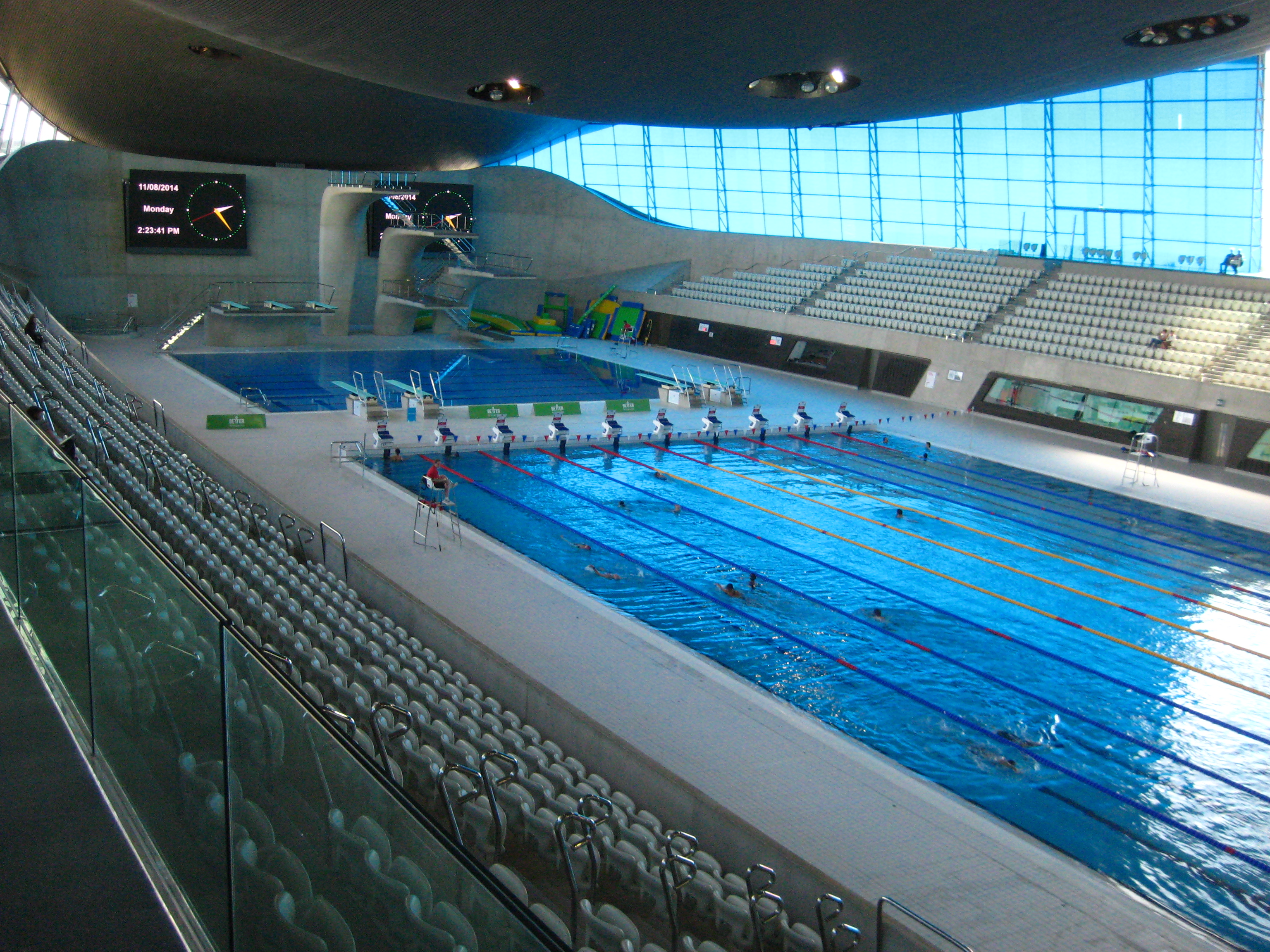
Innenansicht des Aquatics Centre

Die 33. Schwimmeuropameisterschaften fanden vom 9. bis 22. Mai 2016 in London (Vereinigtes Königreich) statt. Der Europäische Schwimmverband (LEN) vergab die Veranstaltung am 26. Juli 2013 an die britische Hauptstadt. Sie war damit zum zweiten Mal nach 1938 Gastgeber von Schwimmeuropameisterschaften.
Aufgrund der im selben Jahr stattfindenden Olympischen Spiele in Rio de Janeiro fanden die Wettbewerbe nicht wie üblich in der zweiten Jahreshälfte, sondern schon im Mai statt.

## Wettkampfstätte
Wettkampfstätte war das London Aquatics Centre, welches für die Olympischen Spiele 2012 errichtet wurde. Die Arena hat seit dem Umbau nach den Olympischen Spielen eine Kapazität von 2800 Zuschauern.

## Teilnehmende Nationen
An den Schwimmeuropameisterschaften 2016 nahmen Athleten aus 47 Ländern teil:
| - Albanien - Andorra - Armenien - Aserbaidschan - Belgien - Bosnien und Herzegowina - Bulgarien - Dänemark - Deutschland - Estland - Finnland - Frankreich - Georgien - Griechenland - Irland - Island | - Israel - Italien - Kosovo - Kroatien - Liechtenstein - Litauen - Luxemburg - Malta - Nordmazedonien - Moldau - Niederlande - Norwegen - Österreich - Polen - Portugal - Rumänien | - Russland - San Marino - Schweden - Schweiz - Serbien - Slowakei - Slowenien - Spanien - Tschechien - Türkei - Ukraine - Ungarn - Vereinigtes Königreich - Belarus - Zypern |

## Wettbewerbe und Zeitplan
Legende zum nachfolgend dargestellten Wettkampfprogramm:
|  | Eröffnungs- und Abschluss-Zeremonie | 9 | Vorläufe | 5 | Halbfinalwettkämpfe | 4 | Finalentscheidungen |

Letzte Spalte: Gesamtanzahl der Entscheidungen
| Zeitplan der Schwimmeuropameisterschaften 2016 | Zeitplan der Schwimmeuropameisterschaften 2016 | Zeitplan der Schwimmeuropameisterschaften 2016 | Zeitplan der Schwimmeuropameisterschaften 2016 | Zeitplan der Schwimmeuropameisterschaften 2016 | Zeitplan der Schwimmeuropameisterschaften 2016 | Zeitplan der Schwimmeuropameisterschaften 2016 | Zeitplan der Schwimmeuropameisterschaften 2016 | Zeitplan der Schwimmeuropameisterschaften 2016 | Zeitplan der Schwimmeuropameisterschaften 2016 | Zeitplan der Schwimmeuropameisterschaften 2016 | Zeitplan der Schwimmeuropameisterschaften 2016 | Zeitplan der Schwimmeuropameisterschaften 2016 | Zeitplan der Schwimmeuropameisterschaften 2016 | Zeitplan der Schwimmeuropameisterschaften 2016 | Zeitplan der Schwimmeuropameisterschaften 2016 |
|                                                | Mo                                             | Di                                             | Mi                                             | Do                                             | Fr                                             | Sa                                             | So                                             | Mo                                             | Di                                             | Mi                                             | Do                                             | Fr                                             | Sa                                             | So                                             |                                                |
| Mai                                            | 9                                              | 10                                             | 11                                             | 12                                             | 13                                             | 14                                             | 15                                             | 16                                             | 17                                             | 18                                             | 19                                             | 20                                             | 21                                             | 22                                             | Gesamt                                         |
| ---------------------------------------------- | ---------------------------------------------- | ---------------------------------------------- | ---------------------------------------------- | ---------------------------------------------- | ---------------------------------------------- | ---------------------------------------------- | ---------------------------------------------- | ---------------------------------------------- | ---------------------------------------------- | ---------------------------------------------- | ---------------------------------------------- | ---------------------------------------------- | ---------------------------------------------- | ---------------------------------------------- | ---------------------------------------------- |
| Eröffnung                                      |                                                |                                                |                                                |                                                |                                                |                                                |                                                |                                                |                                                |                                                |                                                |                                                |                                                |                                                |                                                |
| Vorläufe                                       | 1                                              | 2                                              | 2                                              | 1                                              | 1                                              | 1                                              | 1                                              | 9                                              | 6                                              | 6                                              | 5                                              | 7                                              | 5                                              | 4                                              | 51                                             |
| Halbfinalwettkämpfe                            |                                                |                                                |                                                |                                                |                                                |                                                |                                                | 5                                              | 4                                              | 5                                              | 3                                              | 5                                              | 4                                              |                                                | 26                                             |
| Finalentscheidungen                            | 2                                              | 3                                              | 4                                              | 4                                              | 5                                              | 2                                              | 2                                              | 4                                              | 6                                              | 5                                              | 7                                              | 5                                              | 7                                              | 8                                              | 64                                             |
| Abschluss                                      |                                                |                                                |                                                |                                                |                                                |                                                |                                                |                                                |                                                |                                                |                                                |                                                |                                                |                                                |                                                |
| Gesamt                                         | 3                                              | 5                                              | 6                                              | 5                                              | 6                                              | 3                                              | 3                                              | 18                                             | 16                                             | 16                                             | 15                                             | 17                                             | 16                                             | 12                                             | 141                                            |

## Rekorde
Bei den Schwimmeuropameisterschaften in London wurden insgesamt 22 Europameisterschaftsrekorde gebrochen. 13 dieser Rekorde wurden von Frauen aufstellt, acht von Männern und einer von einer Mixed-Staffel. Die meisten Rekorde stellten die Ungarn Katinka Hosszú und László Cseh sowie die Schwedin Sarah Sjöström und die Dänin Mie Østergaard Nielsen auf (je drei Rekorde).

## Beckenschwimmen

### Männer

#### Freistil

##### 50 Meter Freistil
| Platz | Land                   | Athlet              | Zeit    |
| ----- | ---------------------- | ------------------- | ------- |
| 1     | Frankreich             | Florent Manaudou    | 21,73 s |
| 2     | Ukraine                | Andrij Howorow      | 21,79 s |
| 3     | Vereinigtes Königreich | Benjamin Proud      | 21,85 s |
| 4     | Griechenland           | Kristian Gkolomeev  | 21,89 s |
| 5     | Finnland               | Ari-Pekka Liukkonen | 22,01 s |
| 6     | Ungarn                 | Krisztián Takács    | 22,07 s |
| 6     | Italien                | Luca Dotto          | 22,07 s |
| 8     | Rumänien               | Norbert Trandafir   | 22,51 s |

Finale am 22. Mai 2016

 Erik van Dooren belegte im Vorlauf Rang 35.

 Julien Henx belegte im Vorlauf Rang 48.

 Heiko Gigler belegte im Vorlauf Rang 49.

##### 100 Meter Freistil
| Platz | Land        | Athlet                | Zeit    |
| ----- | ----------- | --------------------- | ------- |
| 1     | Italien     | Luca Dotto            | 48,25 s |
| 2     | Niederlande | Sebastiaan Verschuren | 48,32 s |
| 3     | Frankreich  | Clément Mignon        | 48,36 s |
| 4     | Frankreich  | Jérémy Stravius       | 48,53 s |
| 5     | Belgien     | Pieter Timmers        | 48,64 s |
| 6     | Serbien     | Velimir Stjepanović   | 48,72 s |
| 7     | Belgien     | Glenn Surgeloose      | 48,75 s |
| 8     | Russland    | Andrei Gretschin      | 48,85 s |

Finale am 20. Mai 2016

 Julien Henx belegte im Vorlauf Rang 51.

 Alexandre Haldemann belegte im Vorlauf Rang 56.

 Heiko Gigler belegte im Vorlauf Rang 58.

 Erik van Dooren belegte im Vorlauf Rang 63.

 Felix Auböck belegte im Vorlauf Rang 68.

 Raphaël Stacchiotti belegte im Vorlauf Rang 71.

 Aleksi Schmid belegte im Vorlauf Rang 73

 David Brandl belegte im Vorlauf Rang 77.

 Pit Brandenburger belegte im Vorlauf Rang 80.

##### 200 Meter Freistil
| Platz | Land                   | Athlet                   | Zeit        |
| ----- | ---------------------- | ------------------------ | ----------- |
| 1     | Niederlande            | Sebastiaan Verschuren    | 1:46,02 min |
| 2     | Serbien                | Velimir Stjepanović      | 1:46,26 min |
| 3     | Vereinigtes Königreich | James Guy                | 1:46,42 min |
| 4     | Finnland               | Matias Koski             | 1:46,98 min |
| 5     | Belgien                | Glenn Surgeloose         | 1:47,05 min |
| 6     | Polen                  | Kacper Majchrzak         | 1:47,45 min |
| 7     | Niederlande            | Maarten Brzoskowski      | 1:47,85 min |
| 8     | Italien                | Andrea Mitchell D’Arrigo | 1:48,05 min |

Finale am 18. Mai 2016

 Felix Auböck belegte im Halbfinale Rang 15.

 Alexandre Haldemann belegte im Vorlauf Rang 31.

 Henning Mühlleitner belegte im Vorlauf Rang 35.

 Nils Liess belegte im Vorlauf Rang 39.

 Aleksi Schmid belegte im Vorlauf Rang 43.

 David Brandl belegte im Vorlauf Rang 45.

 Pit Brandenburger belegte im Vorlauf Rang 52.

 Thomas Liess belegte im Vorlauf Rang 58.

##### 400 Meter Freistil
| Platz | Land                   | Athlet              | Zeit        |
| ----- | ---------------------- | ------------------- | ----------- |
| 1     | Italien                | Gabriele Detti      | 3:44,01 min |
| 2     | Norwegen               | Henrik Christiansen | 3:46,49 min |
| 3     | Ungarn                 | Péter Bernek        | 3:46,81 min |
| 4     | Österreich             | Felix Auböck        | 3:46,88 min |
| 5     | Niederlande            | Maarten Brzoskowski | 3:47,09 min |
| 6     | Serbien                | Velimir Stjepanović | 3:47,48 min |
| 7     | Polen                  | Filip Zaborowski    | 3:49,30 min |
| 8     | Vereinigtes Königreich | Stephen Milne       | 3:49,49 min |

Finale am 16. Mai 2016

 Henning Mühlleitner belegte im Vorlauf Rang 20.

 David Brandl belegte im Vorlauf 29.

 Pit Brandenburger belegte im Vorlauf Rang 42.

##### 800 Meter Freistil
| Platz | Land                   | Athlet               | Zeit        |
| ----- | ---------------------- | -------------------- | ----------- |
| 1     | Italien                | Gregorio Paltrinieri | 7:42,33 min |
| 2     | Italien                | Gabriele Detti       | 7:43,52 min |
| 3     | Ukraine                | Mychajlo Romantschuk | 7:47,99 min |
| 4     | Tschechien             | Jan Micka            | 7:50,38 min |
| 5     | Vereinigtes Königreich | Timothy Shuttleworth | 7:50,52 min |
| 6     | Norwegen               | Henrik Christiansen  | 7:51,84 min |
| 7     | Ungarn                 | Gergely Gyurta       | 7:54,32 min |
| 8     | Frankreich             | Joris Bouchaut       | 7:58,54 min |

Finale am 20. Mai 2016

 Rouwen Straub belegte im Vorlauf Rang 9.

 Henning Mühlleitner belegte im Vorlauf Rang 25.

##### 1500 Meter Freistil
| Platz | Land       | Athlet               | Zeit         |
| ----- | ---------- | -------------------- | ------------ |
| 1     | Italien    | Gregorio Paltrinieri | 14:34,04 min |
| 2     | Italien    | Gabriele Detti       | 14:48,75 min |
| 3     | Ukraine    | Mychajlo Romantschuk | 14:50,33 min |
| 4     | Ungarn     | Gergely Gyurta       | 14:57,06 min |
| 5     | Tschechien | Jan Micka            | 14:58,73 min |
| 6     | Polen      | Wojciech Wojdak      | 14:59,66 min |
| 7     | Norwegen   | Henrik Christiansen  | 15:04,60 min |
| 8     | Ukraine    | Serhij Frolow        | 15:05,05 min |

Finale am 18. Mai 2016

 Ruwen Straub belegte im Vorlauf Rang 11

#### Rücken

##### 50 Meter Rücken
| Platz | Land       | Athlet                | Zeit    |
| ----- | ---------- | --------------------- | ------- |
| 1     | Frankreich | Camille Lacourt       | 24,77 s |
| 2     | Ungarn     | Richárd Bohus         | 24,82 s |
| 3     | Russland   | Grigori Tarassewitsch | 24,86 s |
| 4     | Russland   | Nikita Uljanow        | 24,96 s |
| 5     | Israel     | Jonatan Kopelev       | 25,00 s |
| 6     | Israel     | Guy Barnea            | 25,02 s |
| 7     | Rumänien   | Robert Glință         | 25,03 s |
| 7     | Polen      | Tomasz Polewka        | 25,03 s |

Finale am 19. Mai 2016

 Carl Louis Schwarz belegte im Halbfinale Rang 14.

 Thomas Maurer belegte im Vorlauf Rang 44.

##### 100 Meter Rücken
| Platz | Land         | Athlet                | Zeit    |
| ----- | ------------ | --------------------- | ------- |
| 1     | Frankreich   | Camille Lacourt       | 53,79 s |
| 2     | Russland     | Grigori Tarassewitsch | 53,89 s |
| 3     | Italien      | Simone Sabbioni       | 54,19 s |
| 3     | Griechenland | Apostolos Christou    | 54,19 s |
| 5     | Ungarn       | Gábor Balog           | 54,35 s |
| 6     | Rumänien     | Robert Glință         | 54,36 s |
| 6     | Israel       | Yakov Toumarkin       | 54,36 s |
| 8     | Irland       | Shane Ryan            | 54,49 s |

Finale am 17. Mai 2016

 Carl Louis Schwarz belegte im Vorlauf Rang 30.

 Raphaël Stacchiotti belegte im Vorlauf Rang 36.

##### 200 Meter Rücken
| Platz | Land         | Athlet                | Zeit        |
| ----- | ------------ | --------------------- | ----------- |
| 1     | Polen        | Radosław Kawęcki      | 1:55,98 min |
| 2     | Israel       | Yakov Toumarkin       | 1:56,97 min |
| 3     | Litauen      | Danas Rapšys          | 1:57,22 min |
| 4     | Ungarn       | Gábor Balog           | 1:58,66 min |
| 5     | Griechenland | Apostolos Christou    | 1:58,87 min |
| 6     | Russland     | Grigori Tarassewitsch | 1:59,31 min |
| 7     | Italien      | Christopher Ciccarese | 1:59,45 min |
| 8     | Italien      | Luca Mencarini        | 2:02,04 min |

Finale am 21. Mai 2016

 Carl Louis Schwarz ist trotz Meldung nicht zum Wettbewerb angetreten.

 Nils Liess ist trotz Meldung nicht zum Wettbewerb angetreten.

#### Brust

##### 50 Meter Brust
| Platz | Land                   | Athlet             | Zeit    |
| ----- | ---------------------- | ------------------ | ------- |
| 1     | Vereinigtes Königreich | Adam Peaty         | 26,66 s |
| 2     | Slowenien              | Peter John Stevens | 27,09 s |
| 3     | Vereinigtes Königreich | Ross Murdoch       | 27,31 s |
| 4     | Litauen                | Giedrius Titenis   | 27,46 s |
| 5     | Schweden               | Johannes Skagius   | 27,54 s |
| 6     | Slowenien              | Damir Dugonjič     | 27,56 s |
| 7     | Serbien                | Čaba Silađi        | 27,72 s |
| 8     | Italien                | Andrea Toniato     | 27,79 s |

Finale am 21. Mai 2016

 Martin Schweizer belegte im Vorlauf Rang 18.

 Max Pilger belegte im Vorlauf Rang 36.

 Jolann Bovey belegte im Vorlauf Rang 38.

 Johannes Dietrich belegte im Vorlauf Rang 40.

 Luca Pfyffer belegte im Vorlauf Rang 42.

##### 100 Meter Brust
| Platz | Land                   | Athlet               | Zeit        |
| ----- | ---------------------- | -------------------- | ----------- |
| 1     | Vereinigtes Königreich | Adam Peaty           | 58,36 s     |
| 2     | Vereinigtes Königreich | Ross Murdoch         | 59,73 s     |
| 3     | Litauen                | Giedrius Titenis     | 1:00,10 min |
| 4     | Italien                | Andrea Toniato       | 1:00,42 min |
| 5     | Griechenland           | Panagiotis Samilidis | 1:00,66 min |
| 6     | Slowenien              | Damir Dugonjič       | 1:00,75 min |
| 7     | Island                 | Anton Sveinn McKee   | 1:01,29 min |
| 8     | Schweiz                | Yannick Käser        | 1:01,36 min |

Finale am 17. Mai 2016

 Johannes Dietrich belegte im Halbfinale Rang 16.

 Max Pilger belegte im Vorlauf Rang 39.

 Christopher Rothbauer belegte im Vorlauf Rang 43.

 Patrik Schwarzenbach belegte im Vorlauf Rang 44.

 Jakub Maly belegte im Vorlauf Rang 46.

 Martin Schweizer belegte im Vorlauf Rang 52.

 Jolann Bovey belegte im Vorlauf Rang 55.

 Christoph Meier belegte im Vorlauf Rang 56.

##### 200 Meter Brust
| Platz | Land                   | Athlet               | Zeit        |
| ----- | ---------------------- | -------------------- | ----------- |
| 1     | Vereinigtes Königreich | Ross Murdoch         | 2:08,33 min |
| 2     | Deutschland            | Marco Koch           | 2:08,40 min |
| 3     | Italien                | Luca Pizzini         | 2:10,39 min |
| 4     | Schweden               | Erik Persson         | 2:10,50 min |
| 5     | Finnland               | Matti Mattsson       | 2:10,69 min |
| 6     | Griechenland           | Panagiotis Samilidis | 2:11,15 min |
| 7     | Russland               | Michail Dorinow      | 2:11,42 min |
| 8     | Island                 | Anton Sveinn McKee   | 2:11,73 min |

Finale am 19. Mai 2016

 Max Pilger belegte im Halbfinale Rang 13.

 Johannes Dietrich belegte im Halbfinale Rang 14.

 Yannick Käser belegte im Halbfinale Rang 16.

 Christopher Rothbauer belegte im Vorlauf Rang 19.

 Laurent Carnol belegte im Vorlauf Rang 19.

 Patrik Schwarzenbach belegte im Vorlauf Rang 28.

 Christoph Meier belegte im Vorlauf Rang 32.

 Luca Pfyffer belegte im Vorlauf Rang 38.

#### Schmetterling

##### 50 Meter Schmetterling
| Platz | Land                   | Athlet             | Zeit    |
| ----- | ---------------------- | ------------------ | ------- |
| 1     | Ukraine                | Andrij Howorow     | 22,92 s |
| 2     | Ungarn                 | László Cseh        | 23,31 s |
| 3     | Vereinigtes Königreich | Benjamin Proud     | 23,34 s |
| 4     | Italien                | Piero Codia        | 23,46 s |
| 5     | Belarus                | Jauhen Zurkin      | 23,67 s |
| 6     | Frankreich             | Frédérick Bousquet | 23,71 s |
| 7     | Niederlande            | Joeri Verlinden    | 23,82 s |
| 8     | Israel                 | Meiron Cheruti     | 23,93 s |

Finale am 17. Mai 2016

 Julien Henx belegte im Vorlauf Rang 26.

 Filip Milcevic belegte im Vorlauf Rang 27.

 Nico van Duijn belegte im Vorlauf Rang 30.

 Sascha Subarsky belegte im Vorlauf Rang 36.

 Thomas Maurer belegte im Vorlauf Rang 38.

 Alexandre Haldemann belegte im Vorlauf Rang 41.

 Aleksi Schmid belegte im Vorlauf Rang 51.

##### 100 Meter Schmetterling
| Platz | Land       | Athlet             | Zeit    |
| ----- | ---------- | ------------------ | ------- |
| 1     | Ungarn     | Laszlo Cseh        | 50,86 s |
| 2     | Polen      | Konrad Czerniak    | 51,22 s |
| 3     | Frankreich | Mehdy Metella      | 51,70 s |
| 4     | Italien    | Piero Codia        | 51,82 s |
| 5     | Italien    | Matteo Rivolta     | 51,96 s |
| 6     | Polen      | Paweł Korzeniowski | 51,98 s |
| 7     | Ukraine    | Ljubomyr Lemeschko | 52,25 s |
| 8     | Dänemark   | Viktor Bromer      | 53,00 s |

Finale am 21. Mai 2016

 Nico van Duijn belegte im Vorlauf Rang 20.

 Alexander Kunert belegte im Vorlauf Rang 26.

 Nils Liess belegte im Vorlauf Rang 29.

 Markus Gierke belegte im Vorlauf Rang 34

 Filip Milcevic und

 Aleksi Schmid belegten im Vorlauf gemeinsam Rang 44.

 Sascha Subarsky belegte im Vorlauf Rang 46.

 Raphaël Stacchiotti belegte im Vorlauf Rang 55.

 Thomas Maurer belegte im Vorlauf Rang 59.

 Phillipp Forster ist trotz Meldung nicht zum Wettbewerb angetreten.

##### 200 Meter Schmetterling
| Platz | Land         | Athlet                 | Zeit        |
| ----- | ------------ | ---------------------- | ----------- |
| 1     | Ungarn       | László Cseh            | 1:52,91 min |
| 2     | Dänemark     | Viktor Bromer          | 1:55,35 min |
| 3     | Ungarn       | Tamás Kenderesi        | 1:55,39 min |
| 4     | Polen        | Jan Świtkowski         | 1:56,22 min |
| 5     | Spanien      | Carlos Peralta Gallego | 1:56,42 min |
| 6     | Belgien      | Louis Croenen          | 1:56,65 min |
| 7     | Italien      | Giacomo Carini         | 1:56,81 min |
| 8     | Griechenland | Stefanos Dimitriadis   | 1:57,02 min |

Finale am 19. Mai 2016

 Markus Gierke belegte im Halbfinale Rang 10.

 Nils Liess belegte im Halbfinale Rang 14.

 Alexander Kunert belegte im Vorlauf Rang 20.

 Filip Milcevic belegte im Vorlauf Rang 30.

 Tim Slanschek belegte im Vorlauf Rang 34.

 Nico van Duijn belegte im Vorlauf Rang 35.

 Jakub Maly belegte im Vorlauf Rang 36.

#### Lagen

##### 200 Meter Lagen
| Platz | Land                   | Athlet              | Zeit        |
| ----- | ---------------------- | ------------------- | ----------- |
| 1     | Griechenland           | Andreas Vazaios     | 1:58,18 min |
| 2     | Israel                 | Gal Nevo            | 1:59,69 min |
| 3     | Portugal               | Alexis Santos       | 1:59,76 min |
| 4     | Italien                | Federico Turrini    | 2:00,28 min |
| 5     | Portugal               | Diogo Carvalho      | 2:00,29 min |
| 6     | Luxemburg              | Raphaël Stacchiotti | 2:00,56 min |
| 7     | Vereinigtes Königreich | Max Litchfield      | 2:00,71 min |
| 8     | Vereinigtes Königreich | Daniel Wallace      | 2:00,92 min |

Finale am 18. Mai 2016

 Phillipp Forster belegte im Halbfinale Rang 11.

 Jakub Maly belegte im Halbfinale Rang 15.

 Jeremy Desplanches belegte im Vorlauf Rang 23.

 Sebastian Steffan belegte im Vorlauf Rang 25.

 Heiko Gigler belegte im Vorlauf Rang 26.

 Kevin Wedel belegte im Vorlauf Rang 7.

 Christoph Meier belegte im Vorlauf Rang 33.

 Luca Pfyffer belegte im Vorlauf Rang 41.

##### 400 Meter Lagen
| Platz | Land                   | Athlet              | Zeit        |
| ----- | ---------------------- | ------------------- | ----------- |
| 1     | Ungarn                 | Dávid Verrasztó     | 4:13,15 min |
| 2     | Slowakei               | Richard Nagy        | 4:14,16 min |
| 3     | Italien                | Federico Turrini    | 4:14,74 min |
| 4     | Ungarn                 | Gergely Gyurta      | 4:14,94 min |
| 5     | Vereinigtes Königreich | Max Litchfield      | 4:15,10 min |
| 6     | Russland               | Alexander Ossipenko | 4:18,07 min |
| 7     | Israel                 | Gal Nevo            | 4:18,94 min |
| 8     | Russland               | Semjon Makowitsch   | 4:19,31 min |

Finale am 22. Mai 2016

 Kevin Wedel belegte im Vorlauf Rang 11.

 Jeremy Desplanches belegte im Vorlauf Rang 17.

 Christoph Meier belegte im Vorlauf Rang 18.

 Patrick Stäber belegte im Vorlauf Rang 23.

 Raphaël Stracchiotti belegte im Vorlauf Rang 26.

 Sebastian Steffan belegte im Vorlauf Rang 28.

 Tim Slanschek belegte im Vorlauf Rang 37.

 Luca Pfyffer belegte im Vorlauf Rang 38.

 Jakub Maly wurde nach seinem Vorlauf disqualifiziert.

#### Staffel

##### 4 × 100 Meter Freistil
| Platz | Land                   | Athleten                                                                             | Zeit        |
| ----- | ---------------------- | ------------------------------------------------------------------------------------ | ----------- |
| 1     | Frankreich             | William Meynard Florent Manaudou Fabien Gilot Clement Mignon                         | 3:13,48 min |
| 2     | Italien                | Luca Dotto Luca Leonardi Jonathan Boffa Filippo Magnini                              | 3:14,29 min |
| 3     | Belgien                | Glenn Surgeloose Jasper Aerents Dieter Dekoninck Pieter Timmers                      | 3:14,30 min |
| 4     | Griechenland           | Odysseus Meladinis Christos Katrantzis Apostolos Christou Kristian Gkolomeev         | 3:14,42 min |
| 5     | Ungarn                 | Péter Holoda Krisztián Takács Richárd Bohus Dominik Kozma                            | 3:16,55 min |
| 6     | Rumänien               | Marius Radu Robert Glință Alin Coste Norbert Trandafir                               | 3:17,08 min |
| 7     | Vereinigtes Königreich | Robbie Renwick Duncan Scott Ieuan Lloyd Benjamin Proud                               | 3:17,13 min |
| 8     | Spanien                | Markel Alberdi Aitor Martinez Rodriguez Miguel Ortíz-Cañavate Oskitz Aguilar Urtxegi | 3:17,21 min |

Finale am 16. Mai 2016

 Die Staffel der Schweiz mit Alexandre Haldemann, Erik van Dooren, Aleksi Schmid und Nils Liess belegte im Vorlauf Rang 14.

##### 4 × 200 Meter Freistil
| Platz | Land                   | Athleten                                                           | Zeit        |
| ----- | ---------------------- | ------------------------------------------------------------------ | ----------- |
| 1     | Niederlande            | Dion Dreesens Maarten Brzoskowski Kyle Stolk Sebastiaan Verschuren | 7:07,82 min |
| 2     | Belgien                | Louis Croenen Glenn Surgeloose Dieter Dekoninck Pieter Timmers     | 7:08,28 min |
| 3     | Italien                | Andrea Mitchell D’Arrigo Filippo Magnini Luca Dotto Gabriele Detti | 7:08,30 min |
| 4     | Polen                  | Jan Świtkowskii Paweł Korzeniowski Kacper Klich Kacper Majchrzak   | 7:08,31 min |
| 5     | Frankreich             | Lorys Bourelly Yannick Agnel Jordan Pothain Jérémy Stravius        | 7:09,18 min |
| 6     | Vereinigtes Königreich | Robert Renwick James Guy Stephen Milne Duncan Scott                | 7:10,73 min |
| 7     | Ungarn                 | Dominik Kozma Gergő Kis Ádám Telegdy Péter Bernek                  | 7:12,99 min |
| 8     | Israel                 | Tom Kremer Alexi Konovalov Ido Haber David Gamburg                 | 7:16,82 min |

Finale am 21. Mai 2016

 Die Staffel der Schweiz mit Alexandre Haldemann, Nils Liess, Jeremy Desplanches und Aleksi Schmid belegte im Vorlauf Rang 12.

 Die Staffel Österreichs mit Felix Auböck, David Brandl, Sebastian Steffan und Heiko Gigler belegte im Vorlauf Rang 13.

##### 4 × 100 Meter Lagen
| Platz | Land                   | Athleten                                                                   | Zeit        |
| ----- | ---------------------- | -------------------------------------------------------------------------- | ----------- |
| 1     | Vereinigtes Königreich | Chris Walker-Hebborn Adam Peaty James Guy Duncan Scott                     | 3:32,15 min |
| 2     | Frankreich             | Benjamin Stasiulis Giacomo Perez-Dortona Mehdy Metella Florent Manaudou    | 3:33,89 min |
| 3     | Ungarn                 | Gábor Balog Gábor Financsek László Cseh Richárd Bohus                      | 3:34,12 min |
| 4     | Griechenland           | Apostolos Christou Panagiotis Samilidis Andreas Vazaios Kristian Gkolomeev | 3:34,41 min |
| 5     | Litauen                | Danas Rapšys Giedrius Titenis Deividas Margevičius Simonas Bilis           | 3:35,31 min |
| 6     | Schweden               | Mattias Carlsson Johannes Skagius Jesper Björk Isak Eliasson               | 3:37,39 min |
| 7     | Irland                 | Shane Ryan Nicholas Quinn Brendan Hyland Curtis Coulter                    | 3:37,47 min |
|       | Italien                | Simone Sabbioni Andrea Toniato Piero Codia Luca Dotto                      | DSQ         |

Finale am 22. Mai 2016

 Die Staffel der Schweiz mit Nils Liess, Patrik Schwarzenbach, Nico van Duijn und Alexandre Haldemann wurde nach dem Vorlauf disqualifiziert.

### Frauen

#### Freistil

##### 50 Meter Freistil
| Platz | Land                   | Athletin            | Zeit    |
| ----- | ---------------------- | ------------------- | ------- |
| 1     | Niederlande            | Ranomi Kromowidjojo | 24,07 s |
| 2     | Vereinigtes Königreich | Francesca Halsall   | 24,44 s |
| 3     | Dänemark               | Jeanette Ottesen    | 24,61 s |
| 4     | Frankreich             | Anna Santamans      | 24,81 s |
| 5     | Griechenland           | Theodora Drakou     | 25,04 s |
| 6     | Italien                | Silvia Di Pietro    | 25,08 s |
| 7     | Belarus                | Julija Chitraja     | 25,12 s |
| 8     | Schweden               | Therese Alshammar   | 25,15 s |

Finale am 22. Mai 2016

 Birgit Koschischek belegte im Halbfinale Rang 16.

 Julie Meynen belegte im Vorlauf Rang 20.

 Maria Ugolkova belegte im Vorlauf Rang 26.

 Sasha Touretski belegte im Vorlauf Rang 27.

##### 100 Meter Freistil
| Platz | Land        | Athletin            | Zeit    |
| ----- | ----------- | ------------------- | ------- |
| 1     | Schweden    | Sarah Sjöström      | 52,82 s |
| 2     | Niederlande | Ranomi Kromowidjojo | 53,24 s |
| 3     | Niederlande | Femke Heemskerk     | 53,72 s |
| 4     | Frankreich  | Charlotte Bonnet    | 54,01 s |
| 5     | Israel      | Andrea Murez        | 54,89 s |
| 6     | Bulgarien   | Nina Rangelowa      | 54,96 s |
| 7     | Italien     | Silvia Di Pietro    | 55,11 s |
| 8     | Ungarn      | Evelyn Verrasztó    | 56,52 s |

Finale am 18. Mai 2016

 Maria Ugolkova belegte im Halbfinale Rang 11.

 Birgit Koschischek belegte im Halbfinale Rang 16.

 Julie Meynen belegte im Vorlauf Rang 41.

 Noémi Girardet belegte im Vorlauf Rang 49

 Sasha Touretski belegte im Vorlauf Rang 60.

 Julia Kukla belegte im Vorlauf Rang 62.

 Svenja Stoffel belegte im Vorlauf Rang 70

##### 200 Meter Freistil
| Platz | Land        | Athletin            | Zeit        |
| ----- | ----------- | ------------------- | ----------- |
| 1     | Italien     | Federica Pellegrini | 1:55,93 min |
| 2     | Niederlande | Femke Heemskerk     | 1:55,97 min |
| 3     | Frankreich  | Charlotte Bonnet    | 1:56,51 min |
| 4     | Spanien     | Melanie Costa       | 1:58,08 min |
| 5     | Ungarn      | Evelyn Verrasztó    | 1:58,16 min |
| 6     | Ungarn      | Ajna Késely         | 1:58,24 min |
| 7     | Bulgarien   | Nina Rangelowa      | 1:58,27 min |
| 8     | Spanien     | Patricia Castro     | 1:58,69 min |

Finale am 21. Mai 2016

 Maria Ugolkova belegte im Halbfinale Rang 9.

 Noémi Girardet belegte im Vorlauf Rang 20.

 Lisa Zaiser belegte im Vorlauf Rang 37.

 Danielle Villars belegte im Vorlauf Rang 40.

 Julia Kukla belegte im Vorlauf Rang 44.

 Claudia Hufnagl ist trotz Meldung nicht zum Wettbewerb angetreten.

##### 400 Meter Freistil
| Platz | Land                   | Athletin              | Zeit        |
| ----- | ---------------------- | --------------------- | ----------- |
| 1     | Ungarn                 | Boglárka Kapás        | 4:03,47 min |
| 2     | Vereinigtes Königreich | Jazmin Carlin         | 4:04,85 min |
| 3     | Spanien                | Mireia Belmonte       | 4:06,89 min |
| 4     | Italien                | Martina De Memme      | 4:08,19 min |
| 5     | Spanien                | Melanie Costa         | 4:09,10 min |
| 6     | Niederlande            | Sharon van Rouwendaal | 4:09,50 min |
| 7     | Italien                | Diletta Carli         | 4:09,51 min |
| 7     | Vereinigtes Königreich | Camilla Hattersley    | 4:09,51 min |

Finale am 22. Mai 2016

 Antonia Massone belegte im Vorlauf Rang 12.

 Julia Hassler belegte im Vorlauf Rang 15.

 Claudia Hufnagl belegte im Vorlauf Rang 38.

##### 800 Meter Freistil
| Platz | Land                   | Athletin              | Zeit        |
| ----- | ---------------------- | --------------------- | ----------- |
| 1     | Ungarn                 | Boglárka Kapás        | 8:21,40 min |
| 2     | Vereinigtes Königreich | Jazmin Carlin         | 8:23,52 min |
| 3     | Slowenien              | Tjaša Oder            | 8:25,68 min |
| 4     | Spanien                | María Vilas Vidal     | 8:26,61 min |
| 5     | Italien                | Simona Quadarella     | 8:31,43 min |
| 6     | Spanien                | Jimena Pérez Blanco   | 8:31,62 min |
| 7     | Italien                | Diletta Carli         | 8:31,78 min |
| 8     | Niederlande            | Sharon van Rouwendaal | 8:35,76 min |

Finale am 19. Mai 2016

 Julia Hassler belegte im Vorlauf Rang 15.

 Antonia Massone belegte im Vorlauf Rang 18.

##### 1500 Meter Freistil
| Platz | Land          | Athletin          | Zeit         |
| ----- | ------------- | ----------------- | ------------ |
| 1     | Ungarn        | Boglárka Kapás    | 15:50,22 min |
| 2     | Spanien       | Mireia Belmonte   | 16:00,20 min |
| 3     | Spanien       | María Vilas Vidal | 16:01,25 min |
| 4     | Slowenien     | Tjaša Oder        | 16:08,67 min |
| 5     | Italien       | Simona Quadarella | 16:22,64 min |
| 6     | Ungarn        | Adél Juhász       | 16:22,69 min |
| 7     | Liechtenstein | Julia Hassler     | 16:25,83 min |
| 8     | Slowenien     | Gaja Natlačen     | 16:26,08 min |

Finale am 21. Mai 2016

#### Rücken

##### 50 Meter Rücken
| Platz | Land                   | Athletin               | Zeit    |
| ----- | ---------------------- | ---------------------- | ------- |
| 1     | Vereinigtes Königreich | Francesca Halsall      | 27,57 s |
| 2     | Dänemark               | Mie Østergaard Nielsen | 27,77 s |
| 3     | Vereinigtes Königreich | Georgia Davies         | 27,87 s |
| 4     | Griechenland           | Theodora Drakou        | 28,00 s |
| 5     | Niederlande            | Maaike de Waard        | 28,14 s |
| 6     | Finnland               | Mimosa Jallow          | 28,15 s |
| 7     | Türkei                 | Ekaterina Awramowa     | 28,60 s |
| 8     | Ukraine                | Daryna Sewina          | 28,61 s |

Finale am 21. Mai 2016

 Caroline Pilhatsch belegte im Halbfinale Rang 9.

 Desiree Felner belegte im Vorlauf Rang 20.

##### 100 Meter Rücken
| Platz | Land                   | Athletin                | Zeit        |
| ----- | ---------------------- | ----------------------- | ----------- |
| 1     | Dänemark               | Mie Østergaard Nielsen  | 58,73 s     |
| 2     | Ungarn                 | Katinka Hosszú          | 58,94 s     |
| 3     | Vereinigtes Königreich | Kathleen Dawson         | 59,68 s     |
| 4     | Ukraine                | Daryna Sewina           | 59,97 s     |
| 5     | Vereinigtes Königreich | Georgia Davies          | 59,99 s     |
| 6     | Island                 | Eygló Ósk Gústafsdóttir | 1:00,98 min |
| 6     | Italien                | Carlotta Zofkova        | 1:00,98 min |
| 8     | Türkei                 | Ekaterina Awramowa      | 1:01,10 min |

Finale am 19. Mai 2016

 Caroline Pilhatsch belegte im Vorlauf Rang 25.

 Desiree Felner belegte im Vorlauf Rang 46.

##### 200 Meter Rücken
| Platz | Land       | Athletin                | Zeit        |
| ----- | ---------- | ----------------------- | ----------- |
| 1     | Ungarn     | Katinka Hosszú          | 2:07,01 min |
| 2     | Ukraine    | Daryna Sewina           | 2:07,48 min |
| 3     | Kroatien   | Matea Samardžić         | 2:09,24 min |
| 4     | Ungarn     | Kata Burián             | 2:10,17 min |
| 5     | Tschechien | Simona Baumrtová        | 2:10,57 min |
| 6     | Island     | Eygló Ósk Gústafsdóttir | 2:11,03 min |
| 7     | Türkei     | Halime Zülal Zeren      | 2:11,91 min |
| 8     | Polen      | Alicja Tchórz           | 2:13,48 min |

Finale am 17. Mai 2016

 Maxine Wolters belegte im Halbfinale Rang 14.

 Martina van Berkel belegte im Vorlauf Rang 21.

 Jördis Steinegger belegte im Vorlauf Rang 28.

 Eline van den Bossche belegte im Vorlauf Rang 33.

#### Brust

##### 50 Meter Brust
| Platz | Land       | Athletin                  | Zeit    |
| ----- | ---------- | ------------------------- | ------- |
| 1     | Schweden   | Jennie Johansson          | 30,81 s |
| 2     | Island     | Hrafnhildur Lúthersdóttir | 30,91 s |
| 3     | Finnland   | Jenna Laukkanen           | 30,95 s |
| 4     | Ukraine    | Marija Liwer              | 30,99 s |
| 5     | Finnland   | Veera Kivirinta           | 31,12 s |
| 6     | Schweden   | Sophie Hansson            | 31,13 s |
| 7     | Russland   | Natalja Iwanejewa         | 31,18 s |
| 8     | Tschechien | Petra Chocová             | 31,63 s |

Finale am 22. Mai 2016

 Christina Nothdurfter belegte im Halbfinale Rang 16.

 Lena Kreundl belegte im Vorlauf Rang 28.

 Lisa Mamie belegte im Vorlauf Rang 35.

##### 100 Meter Brust
| Platz | Land                   | Athletin                  | Zeit        |
| ----- | ---------------------- | ------------------------- | ----------- |
| 1     | Litauen                | Rūta Meilutytė            | 1:06,17 min |
| 2     | Island                 | Hrafnhildur Lúthersdóttir | 1:06,45 min |
| 3     | Vereinigtes Königreich | Chloé Tutton              | 1:07,50 min |
| 4     | Irland                 | Fiona Doyle               | 1:07,76 min |
| 5     | Italien                | Martina Carraro           | 1:07,81 min |
| 6     | Türkei                 | Viktoriya Zeynep Güneş    | 1:07,83 min |
| 7     | Vereinigtes Königreich | Molly Renshaw             | 1:07,93 min |
| 8     | Schweden               | Sophie Hannson            | 1:07,99 min |

Finale am 18. Mai 2016

 Jessica Steiger belegte im Vorlauf Rang 21.

 Lena Kreundl belegte im Vorlauf Rang 31.

 Christina Nothdurfter belegte im Vorlauf Rang 32.

 Lisa Mamie belegte im Vorlauf Rang 36.

 Lisa Zaiser belegte im Vorlauf Rang 44.

##### 200 Meter Brust
| Platz | Land                   | Athletin                  | Zeit        |
| ----- | ---------------------- | ------------------------- | ----------- |
| 1     | Dänemark               | Rikke Møller Pedersen     | 2:21,69 min |
| 2     | Spanien                | Jessica Vall              | 2:22,56 min |
| 3     | Island                 | Hrafnhildur Lúthersdóttir | 2:22,96 min |
| 4     | Vereinigtes Königreich | Molly Renshaw             | 2:23,18 min |
| 5     | Türkei                 | Viktoriya Zeynep Güneş    | 2:23,40 min |
| 6     | Vereinigtes Königreich | Chloé Tutton              | 2:24,07 min |
| 7     | Finnland               | Jenna Laukkanen           | 2:25,97 min |
| 8     | Tschechien             | Martina Moravčíková       | 2:29,42 min |

Finale am 20. Mai 2016

 Jessica Steiger belegte im Halbfinale Rang 16.

 Lisa Mamie belegte im Vorlauf Rang 22.

#### Schmetterling

##### 50 Meter Schmetterling
| Platz | Land                   | Athletin            | Zeit    |
| ----- | ---------------------- | ------------------- | ------- |
| 1     | Schweden               | Sarah Sjöström      | 24,99 s |
| 2     | Dänemark               | Jeanette Ottesen    | 25,44 s |
| 3     | Vereinigtes Königreich | Francesca Halsall   | 25,48 s |
| 4     | Niederlande            | Ranomi Kromowidjojo | 25,82 s |
| 5     | Schweden               | Therese Alshammar   | 26,01 s |
| 6     | Frankreich             | Mélanie Henique     | 26,12 s |
| 7     | Niederlande            | Maaike de Waard     | 26,18 s |
| 8     | Polen                  | Anna Dowgiert       | 26,22 s |

Finale am 17. Mai 2016

 Svenja Stoffel belegte im Vorlauf Rang 28.

 Sasha Touretski belegte im Vorlauf Rang 34.

 Caroline Pilhatsch belegte im Vorlauf Rang 38.

 Lisa Höpink belegte im Vorlauf Rang 39.

##### 100 Meter Schmetterling
| Platz | Land         | Athletin               | Zeit    |
| ----- | ------------ | ---------------------- | ------- |
| 1     | Schweden     | Sarah Sjöström         | 55,89 s |
| 2     | Dänemark     | Jeanette Ottesen       | 56,83 s |
| 3     | Italien      | Ilaria Bianchi         | 57,52 s |
| 4     | Ungarn       | Liliána Szilágyi       | 57,54 s |
| 5     | Belgien      | Kimberly Buys          | 58,48 s |
| 6     | Griechenland | Anna Doundounaki       | 58,86 s |
| 7     | Spanien      | Judit Ignacio Sorribes | 59,02 s |
| 8     | Tschechien   | Lucie Svěcená          | 59,06 s |

Finale am 20. Mai 2016

 Danielle Villars belegte im Halbfinale Rang 14.

 Svenja Stoffel belegte im Vorlauf Rang 21.

 Lisa Höpink belegte im Vorlauf Rang 25.

 Sasha Touretski belegte im Vorlauf Rang 31.

 Julia Mrozinski belegte im Vorlauf Rang 34.

 Birgit Koschischek ist trotz Meldung nicht zum Wettbewerb angetreten.

 Maria Ugolkova ist trotz Meldung nicht zum Wettbewerb angetreten.

##### 200 Meter Schmetterling
| Platz | Land        | Athletin               | Zeit        |
| ----- | ----------- | ---------------------- | ----------- |
| 1     | Deutschland | Franziska Hentke       | 2:07,23 min |
| 2     | Ungarn      | Liliána Szilágyi       | 2:07,24 min |
| 3     | Spanien     | Judit Ignacio Sorribes | 2:07,52 min |
| 4     | Ungarn      | Zsuzsanna Jakabos      | 2:07,75 min |
| 5     | Italien     | Alessia Polieri        | 2:08,34 min |
| 6     | Slowenien   | Anja Klinar            | 2:09,57 min |
| 7     | Italien     | Stefania Pirozzi       | 2:09,92 min |
| 8     | Schweiz     | Martina van Berkel     | 2:10,36 min |

Finale am 22. Mai 2016

 Julia Mrozinski belegte im Halbfinale Rang 16.

 Lisa Höpink belegte im Vorlauf Rang 21.

 Claudia Hufnagl belegte im Vorlauf Rang 23.

 Danielle Villars belegte im Vorlauf Rang 24.

#### Lagen

##### 200 Meter Lagen
| Platz | Land                   | Athletin               | Zeit        |
| ----- | ---------------------- | ---------------------- | ----------- |
| 1     | Ungarn                 | Katinka Hosszú         | 2:07,30 min |
| 2     | Vereinigtes Königreich | Siobhan-Marie O’Connor | 2:09,03 min |
| 3     | Vereinigtes Königreich | Hannah Miley           | 2:11,84 min |
| 4     | Italien                | Sara Franceschi        | 2:12,59 min |
| 5     | Ungarn                 | Evelyn Verrasztó       | 2:12,91 min |
| 6     | Italien                | Carlotta Toni          | 2:13,17 min |
| 7     | Niederlande            | Wendy van der Zanden   | 2:13,31 min |
| 8     | Schweiz                | Maria Ugolkova         | 2:13,37 min |

Finale am 19. Mai 2016

 Lisa Zaiser belegte im Halbfinale Rang 11.

 Maxine Wolters belegte im Vorlauf Rang 21.

 Lena Kreundl belegte im Vorlauf Rang 23.

 Julia Mrozinski belegte im Vorlauf Rang 26.

 Jördis Steinegger belegte im Vorlauf Rang 35.

 Jessica Steiger belegte im Vorlauf Rang 37.

##### 400 Meter Lagen
| Platz | Land                   | Athletin          | Zeit             |
| ----- | ---------------------- | ----------------- | ---------------- |
| 1     | Ungarn                 | Katinka Hosszú    | 4:30,90 min (CR) |
| 2     | Vereinigtes Königreich | Hannah Miley      | 4:35,27 min      |
| 3     | Ungarn                 | Zsuzsanna Jakabos | 4:38,39 min      |
| 4     | Vereinigtes Königreich | Aimee Willmott    | 4:40,08 min      |
| 5     | Italien                | Carlotta Toni     | 4:40,76 min      |
| 6     | Italien                | Luisa Trombetti   | 4:41,03 min      |
| 7     | Tschechien             | Barbora Závadová  | 4:43,11 min      |
| 8     | Slowenien              | Anja Klinar       | 4:43,42 min      |

Finale am 16. Mai 2016

 Jördis Steinegger belegte im Vorlauf Rang 17.

 Julia Mrozinski belegte im Vorlauf Rang 20.

#### Staffel

##### 4 × 100 Meter Freistil
| Platz | Land        | Athletinnen                                                                                     | Zeit        |
| ----- | ----------- | ----------------------------------------------------------------------------------------------- | ----------- |
| 1     | Niederlande | Maud van der Meer Femke Heemskerk Marrit Steenbergen Ranomi Kromowidjojo                        | 3:33,80 min |
| 2     | Italien     | Silvia Di Pietro Erika Ferraioli Aglaia Pezzato Federica Pellegrini                             | 3:37,68 min |
| 3     | Schweden    | Sarah Sjöström Ida Marko-Varga Ida Lindborg Louise Hansson                                      | 3:37,84 min |
| 4     | Frankreich  | Mathilde Cini Cloé Hache Anna Santamans Charlotte Bonnet                                        | 3:38,29 min |
| 5     | Dänemark    | Pernille Blume Julie Kepp Jensen Sarah Bro Mie Østergaard Nielsen                               | 3:39,57 min |
| 6     | Spanien     | Fátima Gallardo Carapeto Marta González Crivillers Patricia Castro Ortega Lidón Muñoz del Campo | 3:40,64 min |
| 7     | Schweiz     | Maria Ugolkova Sasha Touretski Danielle Villars Noémi Girardet                                  | 3:41,76 min |
| 8     | Finnland    | Fanny Teijonsalo Hanna-Maria Seppälä Lotta Nevalainen Mimosa Jallow                             | 3:43,23 min |

Finale am 16. Mai 2016

 Die Staffel Österreichs mit Birgit Koschischek, Lisa Zaiser, Lena Kreundl und Julia Kukla belegte im Vorlauf Rang 10.

##### 4 × 200 Meter Freistil
| Platz | Land                   | Athletinnen                                                                                 | Zeit        |
| ----- | ---------------------- | ------------------------------------------------------------------------------------------- | ----------- |
| 1     | Ungarn                 | Zsuzsanna Jakabos Evelyn Verrasztó Boglárka Kapás Katinka Hosszú                            | 7:51,63 min |
| 2     | Spanien                | Melanie Costa Schmid Patricia Castro Ortega Fatima Gallardo Carapeto Mireia Belmonte Garcia | 7:53,38 min |
| 3     | Niederlande            | Andrea Kneppers Esmee Vermeulen Robin Neumann Femke Heemskerk                               | 7:53,63 min |
| 4     | Vereinigtes Königreich | Jazmin Carlin Siobhan-Marie O’Connor Hannah Miley Georgia Coates                            | 7:53,97 min |
| 5     | Italien                | Alice Mizzau Erica Musso Stefania Pirozzi Federica Pellegrini                               | 7:54,79 min |
| 6     | Schweden               | Sarah Sjöström Stina Gardell Louise Hansson Ida Marko-Varga                                 | 7:55,74 min |
| 7     | Belgien                | Juliette Casini Lotte Goris Kimberly Buys Valentine Dumont                                  | 8:02,67 min |
| 8     | Slowenien              | Janja Šegel Anja Klinar Tjaša Pintar Nastja Govejšek                                        | 8:03,18 min |

Finale am 19. Mai 2016

 Die Staffel der Schweiz mit Noémi Girardet, Maria Ugolkova, Martina van Berkel und Danielle Villars belege im Vorlauf Rang 10.

 Die Staffel Österreichs mit Lisa Zaiser, Jördis Steinegger, Claudia Hufnagl und Julia Kulka belegte im Vorlauf Rang 11.

##### 4 × 100 Meter Lagen
| Platz | Land                   | Athletinnen                                                                            | Zeit        |
| ----- | ---------------------- | -------------------------------------------------------------------------------------- | ----------- |
| 1     | Vereinigtes Königreich | Kathleen Dawson Chloé Tutton Siobhan-Marie O’Connor Francesca Halsall                  | 3:58,57 min |
| 2     | Italien                | Carlotta Zofkova Martina Carraro Ilaria Bianchi Erika Ferraioli                        | 4:00,73 min |
| 3     | Finnland               | Mimosa Jallow Jenna Laukkanen Emilia Pikkarainen Hanna-Maria Seppälä                   | 4:01,49 min |
| 4     | Tschechien             | Simona Baumrtová Martina Moravčíková Lucie Svěcená Anna Kolářová                       | 4:02,73 min |
| 5     | Schweden               | Ida Lindborg Jennie Johansson Stina Gardell Louise Hansson                             | 4:03,31 min |
| 6     | Island                 | Eygló Ósk Gústafsdóttir Hrafnhildur Lúthersdóttir Bryndis Hansen Jóhanna Gústafsdóttir | 4:05,06 min |
| 7     | Belgien                | Jade Smits Fanny Lecluyse Kimberly Buys Lotte Goris                                    | 4:05,23 min |
| 8     | Polen                  | Alicja Tchórz Dominika Sztandera Anna Dowgiert Aleksandra Urbańczyk                    | 4:06,82 min |

Finale am 22. Mai 2016

 Die Staffel der Schweiz mit Martina van Berkel, Lisa Mamié, Maria Ugolkova und Noémi Girardet belegte im Vorlauf Rang 11.

 Die Staffel Österreichs mit Caroline Pilhatsch, Lena Kreundl, Birgit Koschischek und Lisa Zaiser belegte im Vorlauf Rang 12.

### Mixed

#### Freistil

##### 4 × 100 Meter Freistil
| Platz | Land        | Athleten                                                                   | Zeit        |
| ----- | ----------- | -------------------------------------------------------------------------- | ----------- |
| 1     | Niederlande | Sebastiaan Verschuren Ben Schwietert Maud van der Meer Ranomi Kromowidjojo | 3:23,64 min |
| 2     | Italien     | Filippo Magnini Luca Dotto Erika Ferraioli Federica Pellegrini             | 3:24,55 min |
| 3     | Frankreich  | Clément Mignon Jérémy Stravius Charlotte Bonnet Anna Santamans             | 3:25,49 min |
| 4     | Schweden    | Isak Eliasson Christoffer Carlsen Ida Lindborg Louise Hansson              | 3:27,26 min |
| 5     | Ungarn      | Richárd Bohus Dominik Kozma Dalma Sebestyén Ajna Késely                    | 3:29,61 min |
| 6     | Türkei      | Doğa Çelik Kemal Arda Gürdal İlknur Nihan Çakıcı Ekaterina Awramowa        | 3:31,07 min |
| 7     | Norwegen    | Markus Lie Truls Wigdel Susann Bjørnsen Marte Løvberg                      | 3:33,32 min |
| 8     | Estland     | Pjotr Degtjarjov Karl Johann Luht Margaret Markvardt Alina Kendzior        | 3:35,53 min |

Finale am 20. Mai 2016

 Die Staffel der Schweiz ist trotz Meldung nicht zum Wettkampf angetreten.

#### Lagen

##### 4 × 100 Meter Lagen
| Platz | Land                   | Athleten                                                                 | Zeit        |
| ----- | ---------------------- | ------------------------------------------------------------------------ | ----------- |
| 1     | Vereinigtes Königreich | Chris Walker-Hebborn Adam Peaty Siobhan-Marie O’Connor Francesca Halsall | 3:44,56 min |
| 2     | Italien                | Simone Sabbioni Martina Carraro Piero Codia Federica Pellegrini          | 3:45,74 min |
| 3     | Ungarn                 | Gábor Balog Gábor Financsek Evelyn Verrasztó Zsuzsanna Jakabos           | 3:49,50 min |
| 4     | Schweden               | Mattias Carlsson Erik Persson Stina Gardell Ida Lindborg                 | 3:49,97 min |
| 5     | Türkei                 | Ege Başer Demir Atasoy Gizem Bozkurt İlknur Nihan Çakıcı                 | 3:56,09 min |
| 6     | Moldau                 | Tatiana Salcutan Alina Bulmag Pavel Izbisciuc Alexei Sancov              | 4:06,69 min |
|       | Norwegen               | Markus Lie Ariel Braathen Sindri Thor Jakobsson Susann Bjørnsen          | DSQ         |

Finale am 17. Mai 2016

 Die Staffel der Schweiz ist trotz Meldung nicht zum Wettkampf angetreten.

## Synchronschwimmen

### Frauen

#### Kombination
| Platz | Land                   | Athletinnen | Punkte  |
| ----- | ---------------------- | --- | ------- |
| 1     | Russland               | Marina Goljadkina, Swetlana Kolesnitschenko, Lilija Nisamowa, Alexandra Pazkewitsch, Jelena Prokofjewa, Alla Schischkina, Marija Schurotschkina, Gelena Topilina, Wlada Tschigirjowa, Darina Walitowa             | 96.5000 |
| 2     | Ukraine                | Lolita Ananassowa, Olena Hretschychina, Darja Juschko, Kateryna Resnik, Olexandra Sabada, Kateryna Sadurska, Anastassija Sawtschuk, Olha Solotarjowa, Ksenija Sydorenko, Anna Woloschyna                          | 93.4333 |
| 3     | Italien                | Elisa Bozzo, Beatrice Callegari, Camilla Cattaneo, Linda Cerruti, Francesca Deidda, Costanza Ferro, Manila Flamini, Gemma Galli, Mariangela Perrupato, Sara Sgarzi                                                | 90.9333 |
| 4     | Spanien                | Alba María Cabello, Clara Camacho, Berta Ferreras, Helena Jaumà, Cecilia Jiménez, Carmen Juárez, Sara Levy, Meritxell Mas, Paula Ramírez, Cristina Salvador                                                       | 88.9000 |
| 5     | Griechenland           | Maria Eleni Armaou, Ifigenia Dipla, Valentina Farantouri, Giana Gkeorgkieva, Vasiliki Kofidi, Evangelia Koutidi, Evangelia Papazoglou, Evangelia Platanioti, Sofia Sarantidi, Anna Maria Taxopoulou               | 87.000  |
| 6     | Schweiz                | Maxence Bellina, Christine Fluri, Gladys Jaccard, Mélisande Jaccard, Vivienne Koch, Michelle Nydegger, Joelle Peschl, Noemi Peschl, Maria Piffaretti, Sarina Weibel                                               | 82.8333 |
| 7     | Belarus                | Aljaksandra Bitschun, Wassilina Chandoschka, Weranika Jessipowitsch, Iryna Limanouskaja, Anastassija Nawassjolawa, Hanna Schulhina, Wolha Talejka, Anastassija Tarachowitsch, Waleryja Walassatsch, Elmira Wardak | 81.5000 |
| 8     | Vereinigtes Königreich | Phoebe Bradley-Smith, Jorja Brown, Katie Clark, Emma Critchley, Danielle Cooper, Olivia Federici, Lara Hockin, Zoe James, Hannah Randall, Isabelle Thorpe                                                         | 77.9667 |

Finale am 12. Mai 2016

 Das deutsche Team mit Marlene Bojer, Edith Zeppenfeld, Amelie Ebert, Lara Lanninger, Julia Ermakova, Lisa Königsbauer, Sinja Weychardt, Michelle Zimmer, Lisa Lange und Daniela Dachtler belegte im Finale mit 76.1000 Punkten Rang 9.

#### Solo (technisches Programm)
| Platz | Land         | Athletin                  | Punkte  |
| ----- | ------------ | ------------------------- | ------- |
| 1     | Russland     | Swetlana Romaschina       | 93.8865 |
| 2     | Ukraine      | Anna Woloschyna           | 90.7289 |
| 3     | Italien      | Linda Cerruti             | 87.1493 |
| 4     | Griechenland | Evangelia Platanioti      | 86.0587 |
| 5     | Spanien      | Cristina Salvador         | 85.5766 |
| 6     | Israel       | Anastasia Gloushkov       | 83.9223 |
| 7     | Österreich   | Vasiliki-Pagona Alexandri | 83.2970 |
| 8     | Frankreich   | Estel-Anaïs Hubaud        | 83.1091 |

Finale am 12. Mai 2016

 Sascia Kraus belegte im Finale mit 80.4545 Punkten Rang 9.

 Marlene Bojer belegte im Finale mit 75.6986 Punkten Rang 12.

#### Duett (technisches Programm)
| Platz | Land       | Athletinnen                                  | Punkte  |
| ----- | ---------- | -------------------------------------------- | ------- |
| 1     | Russland   | Natalja Ischtschenko Swetlana Romaschina     | 95.1900 |
| 2     | Ukraine    | Lolita Ananassowa Anna Woloschyna            | 91.7249 |
| 3     | Italien    | Linda Cerruti Costanza Ferro                 | 88.3564 |
| 4     | Frankreich | Laura Augé Margaux Chrétien                  | 85.4442 |
| 5     | Österreich | Anna-Maria Alexandri Eirini-Marina Alexandri | 84.6775 |
| 6     | Schweiz    | Sophie Giger Sascia Kraus                    | 81.6252 |
| 7     | Tschechien | Soňa Bernardová Alžběta Dufková              | 81.5843 |
| 8     | Belarus    | Weranika Jessipowitsch Iryna Limanouskaja    | 81.3949 |

Finale am 13. Mai 2016

 Edith Zeppenfeld und Wiebke Jeske belegten im Finale mit 75.3894 Punkten Rang 12.

 Lara Mechnig und Marluce Schierscher belegten im Finale mit 70.1499 Punkten Rang 15.

#### Team (technisches Programm)
| Platz | Land                   | Athletinnen | Punkte  |
| ----- | ---------------------- | --- | ------- |
| 1     | Russland               | Marina Goljadkina, Swetlana Kolesnitschenko, Alexandra Pazkewitsch, Jelena Prokofjewa, Alla Schischkina, Marija Schurotschkina, Gelena Topilina, Wlada Tschigirjowa         | 94.0994 |
| 2     | Ukraine                | Lolita Ananassowa, Olena Hretschychina, Darja Juschko, Olexandra Sabada, Kateryna Sadurska, Anastassija Sawtschuk, Ksenija Sydorenko, Anna Woloschyna                       | 92.0844 |
| 3     | Italien                | Elisa Bozzo, Beatrice Callegari, Camilla Cattaneo, Francesca Deidda, Costanza Ferro, Manila Flamini, Mariangela Perrupato, Sara Sgarzi                                      | 88.9053 |
| 4     | Frankreich             | Marie Annequin, Laura Augé, Morgane Beteille, Margaux Chrétien, Iphinoé Davvetas, Estel-Anaïs Hubaud, Solène Lusseau, Lauriane Pontat                                       | 84.1392 |
| 5     | Griechenland           | Maria Eleni Armaou, Ifigenia Dipla, Valentina Farantouri, Giana Gkeorgkieva, Evangelia Koutidi, Evangelia Papazoglou, Sofia Sarantidi, Anna Maria Taxopoulou                | 83.2684 |
| 6     | Schweiz                | Maxence Bellina, Christine Fluri, Vivienne Koch, Michelle Nydegger, Joelle Peschl, Noemi Peschl, Maria Piffaretti, Sarina Weibel                                            | 80.1315 |
| 7     | Belarus                | Aljaksandra Bitschun, Weranika Jessipowitsch, Iryna Limanouskaja, Anastassija Nawassjolawa, Hanna Schulhina, Wolha Talejka, Anastassija Tarachowitsch, Waleryja Walassatsch | 79.4584 |
| 8     | Vereinigtes Königreich | Phoebe Bradley-Smith, Jorja Brown, Katie Clark, Jodie Cowie, Emma Critchley, Olivia Federici, Hannah Randall, Kate Shortman                                                 | 76.9850 |

Finale am 9. Mai 2016

#### Solo (freies Programm)
| Platz | Land         | Athletin                  | Punkte  |
| ----- | ------------ | ------------------------- | ------- |
| 1     | Russland     | Natalja Ischtschenko      | 96.4000 |
| 2     | Ukraine      | Anna Woloschyna           | 93.4000 |
| 3     | Italien      | Linda Cerruti             | 89.4333 |
| 4     | Spanien      | Cristina Salvador         | 89.2333 |
| 5     | Griechenland | Evangelia Platanioti      | 88.9667 |
| 6     | Frankreich   | Estel-Anaïs Hubaud        | 85.6667 |
| 7     | Israel       | Anastasia Gloushkov       | 85.5667 |
| 8     | Österreich   | Vasiliki-Pagona Alexandri | 83.6333 |

Finale am 10. Mai 2016

 Sascia Kraus belegte im Finale mit 82.8000 Punkten Rang 9.

 Marlene Bojer belegte im Finale mit 78.7667 Punkten Rang 12.

 Lara Mechnig belegte in der Vorrunde mit 77.3667 Punkten Rang 13.

#### Duett (freies Programm)
| Platz | Land                   | Athletinnen                                  | Punkte  |
| ----- | ---------------------- | -------------------------------------------- | ------- |
| 1     | Russland               | Natalja Ischtschenko Swetlana Romaschina     | 96.9000 |
| 2     | Ukraine                | Lolita Ananassowa Anna Woloschyna            | 93.3333 |
| 3     | Italien                | Linda Cerruti Costanza Ferro                 | 91.2667 |
| 4     | Frankreich             | Laura Augé Margaux Chrétien                  | 86.2000 |
| 5     | Österreich             | Anna-Maria Alexandri Eirini-Marina Alexandri | 85.9000 |
| 6     | Schweiz                | Sophie Giger Sascia Kraus                    | 84.2667 |
| 7     | Tschechien             | Soňa Bernardová Alžběta Dufková              | 82.1333 |
| 8     | Vereinigtes Königreich | Katie Clark Olivia Federici                  | 81.4333 |

Finale am 11. Mai 2016

 Inken Jeske und Wiebke Jeske belegten im Finale mit 74.9333 Punkten Rang 12.

#### Team (freies Programm)
| Platz | Land                   | Athletinnen | Punkte  |
| ----- | ---------------------- | --- | ------- |
| 1     | Ukraine                | Lolita Ananassowa, Olena Hretschychina, Darja Juschko, Olexandra Sabada, Kateryna Sadurska, Anastassija Sawtschuk, Ksenija Sydorenko, Anna Woloschyna                        | 94.0000 |
| 2     | Italien                | Elisa Bozzo, Beatrice Callegari, Camilla Cattaneo, Linda Cerruti, Francesca Deidda, Manila Flamini, Mariangela Perrupato, Sara Sgarzi                                        | 91.2333 |
| 3     | Spanien                | Alba María Cabello, Clara Camacho, Helena Jaumà, Cecilia Jiménez, Carmen Juárez, Meritxell Mas, Paula Ramírez, Cristina Salvador                                             | 89.6667 |
| 4     | Griechenland           | Maria Eleni Armaou, Ifigenia Dipla, Valentina Farantouri, Giana Gkeorgkieva, Evangelia Koutidi, Evangelia Papazoglou, Sofia Sarantidi, Anna Maria Taxopoulou                 | 87.4667 |
| 5     | Frankreich             | Marie Annequin, Morgane Beteille, Iphinoé Davvetas, Inesse Guermoud, Estel-Anaïs Hubaud, Solène Lusseau, Lauriane Pontat, Abbygaelle Slonina                                 | 85.3333 |
| 6     | Schweiz                | Maxence Bellina, Christine Fluri, Vivienne Koch, Michelle Nydegger, Joelle Peschl, Noemi Peschl, Maria Piffaretti, Sarina Weibel                                             | 83.0000 |
| 7     | Belarus                | Aljaksandra Bitschun, Wassilina Chandoschka, Weranika Jessipowitsch, Iryna Limanouskaja, Anastassija Nawassjolawa, Hanna Schulhina, Wolha Talejka, Anastassija Tarachowitsch | 81.6667 |
| 8     | Vereinigtes Königreich | Phoebe Bradley-Smith, Jorja Brown, Katie Clark, Danielle Cooper, Emma Critchley, Olivia Federici, Hannah Randall, Kate Shortman                                              | 79.0000 |

Finale am 13. Mai 2016

### Mixed

#### Mixed Duett (freies Programm)
| Platz | Land       | Athlet/-in                            | Punkte  |
| ----- | ---------- | ------------------------------------- | ------- |
| 1     | Russland   | Alexander Malzew Michaela Kalantscha  | 90.4667 |
| 2     | Italien    | Giorgio Minisini Mariangela Perrupato | 87.4667 |
| 3     | Spanien    | Pau Ribes Berta Ferreras              | 86.5667 |
| 4     | Frankreich | Benoît Beaufils Chloé Kautzmann       | 85.2667 |
| 5     | Ukraine    | Anton Tymofjejew Kateryna Resnik      | 83.8667 |

Finale am 11. Mai 2016

#### Mixed Duett (technisches Programm)
| Platz | Land     | Athlet/-in                           | Punkte  |
| ----- | -------- | ------------------------------------ | ------- |
| 1     | Russland | Alexander Malzew Michaela Kalantscha | 89.0902 |
| 2     | Italien  | Giorgio Minisini Manila Flamini      | 86.1772 |
| 3     | Spanien  | Pau Ribes Berta Ferreras             | 82.0645 |
| 4     | Ukraine  | Anton Tymofjejew Kateryna Resnik     | 80.4905 |

Finale am 13. Mai 2016

## Wasserspringen

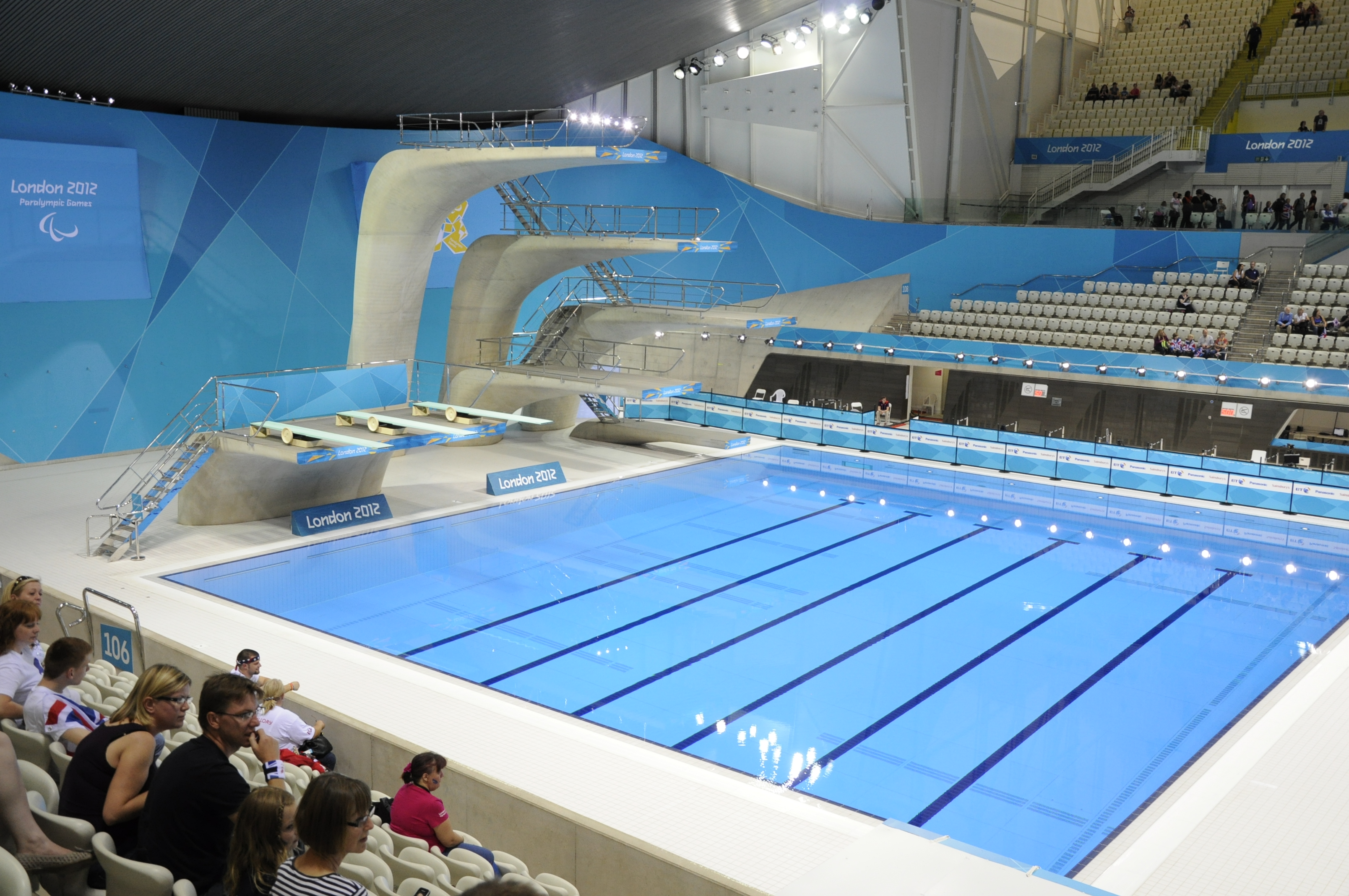
Das Sprungbecken im London Aquatics Centre

### Männer

#### Einzel

##### 1 Meter
| Platz | Land                   | Athlet            | Punkte |
| ----- | ---------------------- | ----------------- | ------ |
| 1     | Ukraine                | Illja Kwascha     | 439.70 |
| 2     | Italien                | Giovanni Tocci    | 414.30 |
| 3     | Österreich             | Constantin Blaha  | 402.55 |
| 4     | Ukraine                | Oleh Kolodij      | 390.65 |
| 5     | Frankreich             | Matthieu Rosset   | 390.15 |
| 6     | Russland               | Nikita Schleicher | 388.50 |
| 7     | Vereinigtes Königreich | Freddie Woodward  | 378.20 |
| 8     | Irland                 | Oliver Dingley    | 373.90 |

Finale am 10. Mai 2016

 Frithjof Seidel belegte im Vorkampf mit 323,55 Punkten Rang 14.

 Guillaume Dutoit belegte im Vorkampf mit 313,00 Punkten Rang 17.

 Fabian Brandl belegte im Vorkampf mit 298,15 Punkten Rang 18.

 Simon Rieckhoff belegte im Vorkampf mit 291,00 Punkten Rang 19.

##### 3 Meter
| Platz | Land                   | Athlet           | Punkte |
| ----- | ---------------------- | ---------------- | ------ |
| 1     | Russland               | Jewgeni Kusnezow | 497.90 |
| 2     | Vereinigtes Königreich | Jack Laugher     | 473.60 |
| 3     | Ukraine                | Illja Kwascha    | 463.85 |
| 4     | Russland               | Ilja Sacharow    | 457.75 |
| 5     | Deutschland            | Patrick Hausding | 433.05 |
| 6     | Italien                | Giovanni Tocci   | 432.30 |
| 7     | Frankreich             | Matthieu Rosset  | 419.90 |
| 8     | Irland                 | Oliver Dingley   | 414.50 |

Finale am 12. Mai 2016

 Martin Wolfram belegte im Finale mit 384,50 Punkten Rang 9.

 Guillaume Dutoit belegte im Vorkampf mit 370,35 Punkten Rang 15.

 Constantin Blaha belegte im Vorkampf mit 356,40 Punkten Rang 17.

 Jonathan Suckow belegte im Vorkampf mit 352,80 Punkten Rang 18.

 Fabian Brandl belegte im Vorkampf mit 288,55 Punkten Rang 27.

##### 10 Meter
| Platz | Land                   | Athlet            | Punkte |
| ----- | ---------------------- | ----------------- | ------ |
| 1     | Vereinigtes Königreich | Tom Daley         | 570.50 |
| 2     | Russland               | Wiktor Minibajew  | 524.60 |
| 3     | Russland               | Nikita Schleicher | 480.90 |
| 4     | Deutschland            | Sascha Klein      | 478.10 |
| 5     | Vereinigtes Königreich | Matty Lee         | 465.10 |
| 6     | Deutschland            | Timo Barthel      | 464.10 |
| 7     | Armenien               | Lew Sargsjan      | 432.75 |
| 8     | Ukraine                | Maksym Dolhow     | 428.15 |

Finale am 15. Mai 2016

#### Synchron

##### 3 Meter
| Platz | Land                   | Athleten                              | Punkte |
| ----- | ---------------------- | ------------------------------------- | ------ |
| 1     | Vereinigtes Königreich | Jack Laugher Christopher Mears        | 456.81 |
| 2     | Russland               | Ilja Sacharow Jewgeni Kusnezow        | 445.23 |
| 3     | Ukraine                | Illja Kwascha Oleksandr Horschkowosow | 439.86 |
| 4     | Polen                  | Andrzej Rzeszutek Kacper Lesiak       | 381.45 |
| 5     | Österreich             | Constantin Blaha Fabian Brandl        | 365.85 |
| 6     | Schweiz                | Simon Rieckhoff Jonathan Suckow       | 350.43 |
| 7     | Belarus                | Jauhen Karaljou Jury Naurosau         | 346.02 |

Finale am 13. Mai 2016

##### 10 Meter
| Platz | Land                   | Athleten                                       | Punkte |
| ----- | ---------------------- | ---------------------------------------------- | ------ |
| 1     | Deutschland            | Sascha Klein Patrick Hausding                  | 445.26 |
| 2     | Vereinigtes Königreich | Tom Daley Daniel Goodfellow                    | 444.30 |
| 3     | Ukraine                | Oleksandr Horschkowosow Maksym Dolhow          | 429.75 |
| 4     | Russland               | Wiktor Minibajew Roman Ismailow                | 426.51 |
| 5     | Belarus                | Wadsim Kaptur Jauhen Karaljou                  | 395.28 |
| 6     | Frankreich             | Alexis Jandard Lois Szymczak                   | 373.50 |
| 7     | Dänemark               | Andreas Sargent Larsen Martin Bang Christensen | 361.20 |
| 8     | Italien                | Mattia Placidi Vladimir Barbu                  | 326.73 |

Finale am 12. Mai 2016

### Frauen

#### Einzel

##### 1 Meter
| Platz | Land                   | Athletin           | Punkte |
| ----- | ---------------------- | ------------------ | ------ |
| 1     | Italien                | Tania Cagnotto     | 284.15 |
| 2     | Italien                | Elena Bertocchi    | 281.30 |
| 3     | Russland               | Nadeschda Baschina | 280.75 |
| 4     | Russland               | Kristina Iljinych  | 276.10 |
| 5     | Niederlande            | Uschi Freitag      | 265.35 |
| 6     | Deutschland            | Louisa Stawczynski | 263.90 |
| 7     | Vereinigtes Königreich | Grace Reid         | 262.25 |
| 8     | Ukraine                | Olena Fedorowa     | 246.40 |

Finale am 11. Mai 2016

 Jessica Favre belegte im Vorkampf mit 232,80 Punkten Rang 14.

 Vivian Barth belegte im Vorkampf mit 209,25 Punkten Rang 20.

##### 3 Meter
| Platz | Land                   | Athletin           | Punkte |
| ----- | ---------------------- | ------------------ | ------ |
| 1     | Italien                | Tania Cagnotto     | 360.60 |
| 2     | Niederlande            | Uschi Freitag      | 330.60 |
| 3     | Vereinigtes Königreich | Grace Reid         | 328.55 |
| 4     | Vereinigtes Königreich | Rebecca Gallantree | 323.25 |
| 5     | Ukraine                | Olena Fedorowa     | 317.10 |
| 6     | Niederlande            | Inge Jansen        | 309.25 |
| 7     | Deutschland            | Nora Subschinski   | 303.30 |
| 8     | Deutschland            | Tina Punzel        | 291.25 |

Finale am 14. Mai 2016

 Madeline Coquoz belegte im Vorkampf mit 232,35 Punkten Rang 20.

 Jessica Favre belegte im Vorkampf mit 224,50 Punkten Rang 22.

##### 10 Meter
| Platz | Land                   | Athletin             | Punkte |
| ----- | ---------------------- | -------------------- | ------ |
| 1     | Ukraine                | Julija Prokoptschuk  | 385.90 |
| 2     | Vereinigtes Königreich | Tonia Couch          | 352.70 |
| 3     | Vereinigtes Königreich | Georgia Ward         | 325.05 |
| 4     | Russland               | Jekaterina Petuchowa | 316.05 |
| 5     | Frankreich             | Laura Marino         | 314.55 |
| 6     | Deutschland            | Christina Wassen     | 310.75 |
| 7     | Italien                | Noemi Bátki          | 308.40 |
| 8     | Deutschland            | Maria Kurjo          | 294.85 |

Finale am 13. Mai 2016

#### Synchron

##### 3 Meter
| Platz | Land                   | Athletinnen                           | Punkte |
| ----- | ---------------------- | ------------------------------------- | ------ |
| 1     | Italien                | Tania Cagnotto Francesca Dallapé      | 327.81 |
| 2     | Vereinigtes Königreich | Alicia Blagg Rebecca Gallantree       | 319.32 |
| 3     | Russland               | Nadeschda Baschina Kristina Iljinych  | 304.20 |
| 4     | Niederlande            | Inge Jansen Uschi Freitag             | 293.70 |
| 5     | Deutschland            | Tina Punzel Nora Subschinski          | 292.17 |
| 6     | Ukraine                | Anastassija Nedobiha Wiktorija Kessar | 289.23 |
| 7     | Schweiz                | Vivian Barth Madeline Coquoz          | 257.58 |
| 8     | Finnland               | Iira Laatunen Taina Karvonen          | 241.41 |

Finale am 15. Mai 2016

##### 10 Meter
| Platz | Land                   | Athlet/-in                               | Punkte |
| ----- | ---------------------- | ---------------------------------------- | ------ |
| 1     | Deutschland            | Maria Kurjo My Phan                      | 279.75 |
| 2     | Ukraine                | Hanna Krasnoschlyk Wlada Tatzenko        | 278.01 |
| 3     | Ungarn                 | Villő Kormos Zsófia Reisinger            | 274.74 |
| 4     | Russland               | Julija Timoschinina Jekaterina Petuchowa | 268.92 |
| 5     | Vereinigtes Königreich | Tonia Couch Lois Toulson                 | 267.72 |
| 6     | Schweden               | Ellen Ek Isabelle Svantesson             | 236.13 |

Finale am 10. Mai 2016

#### Mixed

##### 3 Meter Synchron
| Platz | Land                   | Athlet/-in                           | Punkte |
| ----- | ---------------------- | ------------------------------------ | ------ |
| 1     | Vereinigtes Königreich | Grace Reid Tom Daley                 | 321.06 |
| 2     | Italien                | Tania Cagnotto Maicol Verzotto       | 308.70 |
| 3     | Russland               | Nadeschda Baschina Nikita Schleicher | 305.28 |
| 4     | Deutschland            | Christina Wassen Timo Barthel        | 291.06 |
| 5     | Ukraine                | Anastassija Nedobiha Oleh Kolodij    | 289.14 |
| 6     | Schweden               | Daniella Nero Vinko Paradzik         | 265.11 |
| 7     | Schweiz                | Jessica Favre Guillaume Dutoit       | 255.60 |
| 8     | Spanien                | Rocío Velázquez Alberto Arévalo      | 245.16 |

Finale am 11. Mai 2016

##### 10 Meter Synchron
| Platz | Land                   | Athletin                              | Punkte |
| ----- | ---------------------- | ------------------------------------- | ------ |
| 1     | Ukraine                | Julija Prokoptschuk Maksym Dolhow     | 323.70 |
| 2     | Vereinigtes Königreich | Georgia Ward Matty Lee                | 318.24 |
| 3     | Russland               | Julija Timoschinina Nikita Schleicher | 307.68 |
| 4     | Italien                | Noemi Bátki Maicol Verzotto           | 304.62 |
| 5     | Deutschland            | Christina Wassen Timo Barthel         | 277.14 |
| 6     | Rumänien               | Mara Aiacoboae Alin Ronțu             | 27540  |

Finale am 14. Mai 2016

#### Team

##### Team 3 Meter und 10 Meter Kombination
| Platz | Land                   | Athlet/-in                                  | Punkte |
| ----- | ---------------------- | ------------------------------------------- | ------ |
| 1     | Russland               | Nadeschda Baschina Wiktor Minibajew         | 413.30 |
| 2     | Ukraine                | Julija Prokoptschuk Oleksandr Horschkowosow | 396.40 |
| 3     | Vereinigtes Königreich | Georgia Ward Matty Lee                      | 353.85 |
| 4     | Belarus                | Aljona Chamulkina Wadsim Kaptur             | 332.70 |
| 5     | Frankreich             | Laura Marino Matthieu Rosset                | 329.85 |
| 6     | Deutschland            | Maria Kurjo Patrick Hausding                | 328.70 |
| 7     | Schweden               | Ellen Ek Jesper Tolvers                     | 315.80 |
| 8     | Italien                | Noemi Bátki Michele Benedetti               | 302.85 |

Finale am 9. Mai 2016

## Hintergrund

### Tickets und Eintrittspreise
Am 8. September 2015 gab der europäische Schwimmverband LEN bekannt, das Tickets ab dem 8. September 2015 online vorbestellt werden konnten. Für die gesamten Europameisterschaften gab es 51.000 Tickets für insgesamt 33 Sessions. Die Ticketpreise variierten je nach Veranstaltung, so waren Tickets für Wettbewerbe im Synchronschwimmen günstiger als Tickets für Wettbewerbe im Beckenschwimmen.
Die Tickets insgesamt kosteten zwischen 10 und 55 Pfund Sterling, das billigste Ticket kostete 10 £ (ca. 14 €) für Synchronschwimmen, das teuerste Ticket kostete 55 £ (ca. 70 €) für Beckenschwimmen.